# Koenraad van Zwaben (bisschop)

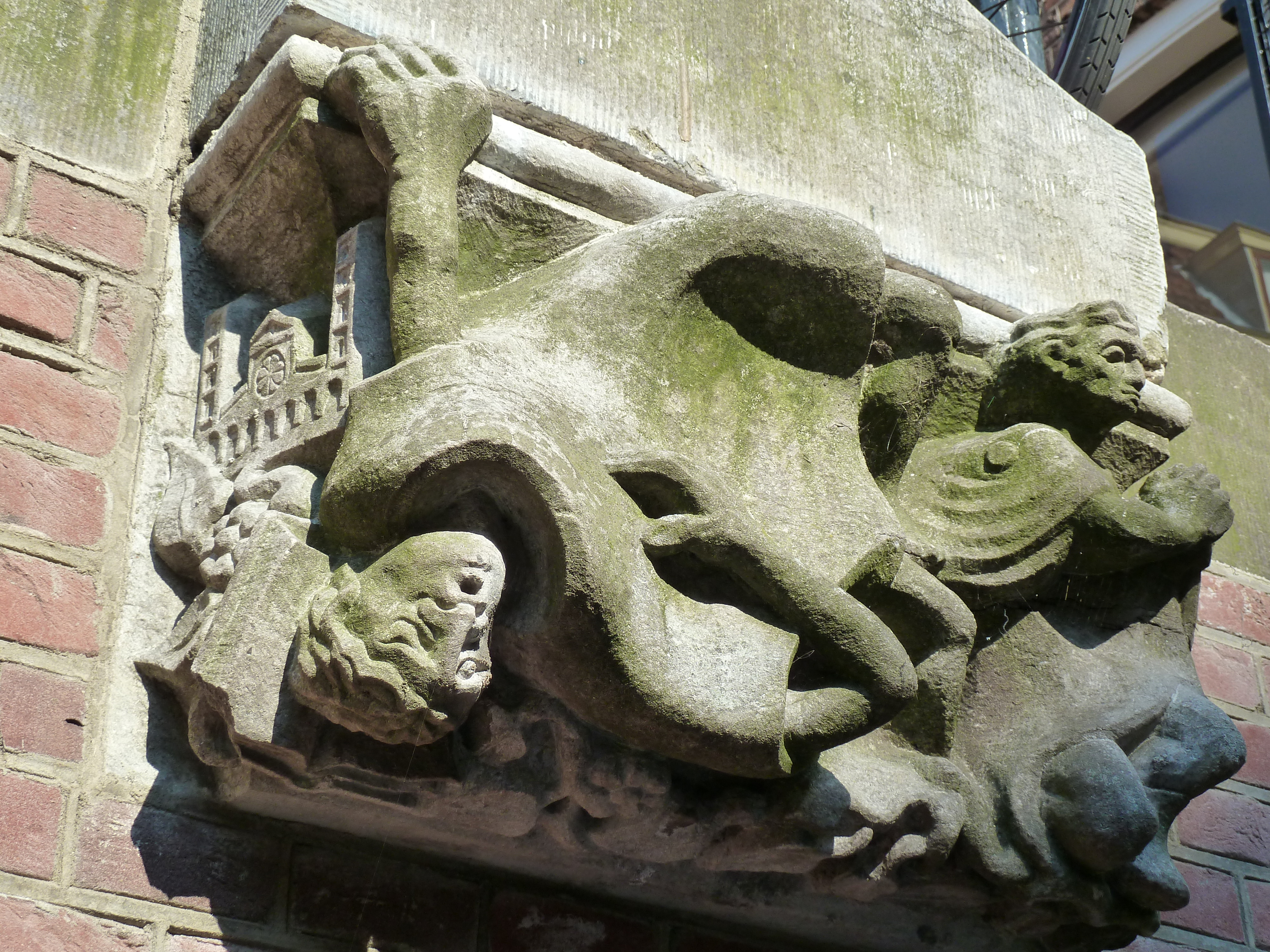
De moord op bisschop Koenraad, uitgebeeld op een lantaarnconsole aan de Lichte Gaard

Koenraad van Zwaben (? - Utrecht, 14 april 1099) was bisschop van Utrecht van 1076 tot 1099. 
Koenraad was een trouw aanhanger van koning Hendrik IV  tijdens de Investituurstrijd . Door hem te benoemen als bisschop van Utrecht probeerde de koning het koninklijk gezag ten opzichte van paus Gregorius VII te versterken. Koenraad vergezelde de koning tijdens diens expeditie in Italië in 1083 en was aanwezig bij diens kroning tot keizer in 1084. Ook de opvoeding van de zoon van Hendrik IV, de latere keizer Hendrik V werd hem toevertrouwd.
Het door zijn voorganger Willem I verworven graafschap Holland wist Koenraad niet te behouden, maar de inmiddels tot keizer gekozen Hendrik IV beleende hem wel met een aantal graafschappen in het Oversticht, waaronder Stavoren in (1086) en Oostergo, Westergo en een onbekend graafschap aan de IJssel in (1088), waardoor het Sticht Utrecht een van de belangrijkste gebieden in de Nederlanden werd.
Bisschop Koenraad stichtte de vijfde kapittelkerk in Utrecht, de Mariakerk, waarmee het kerkenkruis rond de Dom voltooid werd. Kort na de inwijding van de Mariakerk in 1099 werd hij vermoord en in het koor van die kerk begraven. 

## Volksverhalen

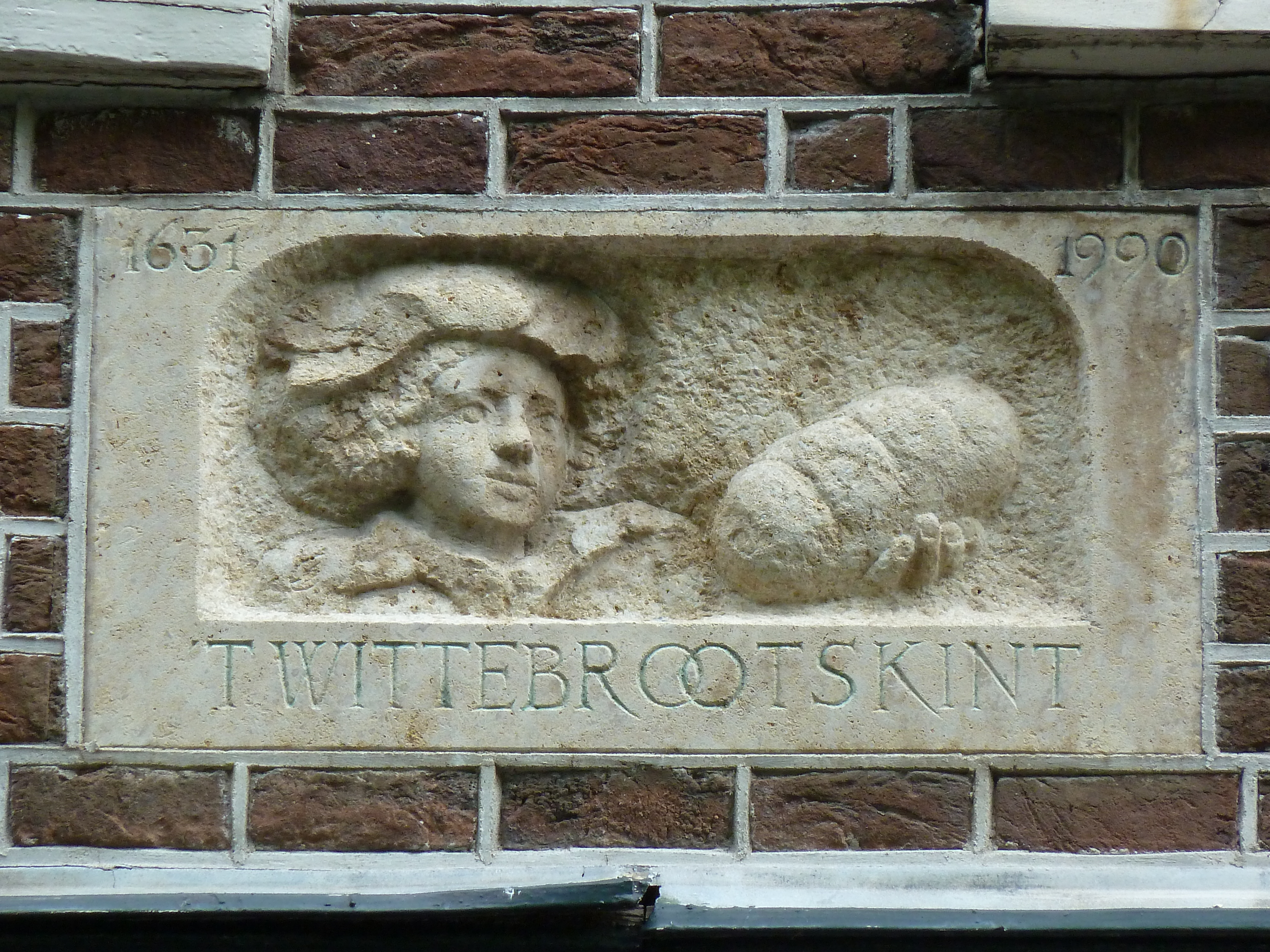
Gevelsteen van t Wittebrootskint

Volgens een volksverhaal lukte het Koenraad maar niet de Mariakerk te laten bouwen omdat de fundering telkens niet standhield door drassige grond en opwellend water. Een Friese bouwmeester wist een oplossing hiervoor, hij hield die echter geheim tot de bisschop een grote som zilver betaalde. De gierige bisschop kocht daarop voor minder geld de zoon van de bouwmeester om en vernam zodoende dat de bouwmeester het plan had de fundering op ossenhuiden te bouwen. De bisschop kon de kerk eindelijk laten bouwen. Echter op een zekere dag in 1099 werd de bisschop na het lezen van de mis door de wraakzuchtige bouwmeester in de tuin doodgestoken. De funderingstechniek bestond uit het in de grond 'heien' van veel dicht bij elkaar staande kortere dunnere houten palen. Samen vormden deze palen een 'huy'. Dus het fundament van het gebouw bestond uit 'huijen', niet uit 'huiden'. Heel oud Amsterdam is op huijen gebouwd. 
In een ander verhaal kreeg de bisschop via de bakker het dochtertje van de bouwmeester zover het geheim van de fundering te verklappen. Toen de bouwmeester erachter kwam sloeg hij daarop met een wittebrood van de bakker zijn kind dood. Op de Oudegracht heette de winkel van de bakker nog eeuwenlang 't Wittebrootskint. Een gevelsteen op nummer 276 en een lantaarnpaalconsole ter hoogte van de Lichte Gaard herinneren er nog aan. Bij de afbraak van de kerk heeft men nog (tevergeefs) naar de fundering van ossenhuiden gezocht.